# Дашкевич Михайло Іродіонович
Дашке́вич Миха́йло (Митрофа́н) Іродіо́нович (близько 1863 р. — близько 1930 р.) — архітектор, інженер, у 1893—1903 рр. був головним архітектором Харкова.

## Життєпис
У 1893—1903 рр. працював у Харкові міським архітектором.
У радянські часи працював у Харкові в організації «Окрінж» (Окружний інженер), яка частково виконувала функції управління головного архітектора. Ця установа існувала до 1932 року.

## Творчість
Михайло Дашкевич створював проєкти приватних та казенних будівель, застосовуючи форми історизму, модерну, неокласицизму. Нині наявні будинки, запроєктовані архітектором, є пам'ятками архітектури Харкова:
| №  | Адреса                           | Початкове використання                                | Співавтори                         | Дата будівництв     | Стиль                    | Сучасне використання | Охоронний статус                                          | Зображення |
| -- | -------------------------------- | ----------------------------------------------------- | ---------------------------------- | ------------------- | ------------------------ | --- | --------------------------------------------------------- | ---------- |
| 1  | Куликівський узвіз, 12           | Будинок княгині Ширінської-Шихматової (реконструкція) | імов. Нємкін В. Х. (автор будівлі) | кінець ХІХ століття | еклектика                | навчальний корпус ХНУМГ | пам. арх. та міс. буд. № 7176-Ха                          |            |
| 2  | Римарська вулиця, 21             | Комерційний клуб (реконструкція)                      |                                    | 1894 рік            | італійський неокласицизм | Харківська обласна філармонія. Перебудовано пізніше. Зруйновано під час перебудови у 2006—2019 році. Сучасна будівля є копією старої | пам. арх. та міс. буд. № 7356-Ха                          |            |
| 3  | Полтавський Шлях, 52             | Мебельовані кімнати (реконструкція)                   | Стрижевський Г. Я. (автор будівлі) | 1898 рік            | неокласицизм             | закинуто | пам. арх. та міс. буд. № 7309-Ха                          |            |
| 4  | Чернишевська вулиця, 26          | Прибутковий будинок П.Карпова                         |                                    | 1899 рік            | необароко                | офісна будівля | пам. арх. та міс. буд. № 7485-Ха                          |            |
| 5  | Нетіченська вулиця, 29           | Житловий будинок                                      |                                    | 1900 рік            |                          | ймовірно, знесений | пам. арх. № 596                                           |            |
| 6  | Куликівський узвіз, 16           | Будинок Олімпіади Воскресенської                      |                                    | 1903 рік            | еклектика                | навчальний корпус ХНУМГ | пам. арх. та міс. буд. № 7178-Ха                          |            |
| 7  | Сумська вулиця, 84               | Прибутковий будинок                                   | авторство Дашкевича ймовірне       | 1903 рік            | еклектика                | житловий будинок | пам. арх. та міс. буд. № 7422-Ха                          |            |
| 8  | Садова вулиця, 11                | Особняк (надбудова)                                   | Харманський З. Ю. (автор будівлі)  | 1903 рік            | неокласицизм             | корпус ХІМБН | пам. арх. та міс. буд. № 7373-Ха                          |            |
| 9  | Москалівська вулиця, 2           | Прибутковий будинок Михайла Кокіна                    | авторство Дашкевича ймовірне       | 1903 рік            | модерн                   | житловий будинок | пам. арх. та міс. буд. № 7231-Ха                          |            |
| 10 | проспект Героїв Харкова, 44      | Житловий будинок (реконструкція)                      | Тон А. А. (автор будівлі)          | 1838, 1911 (рек.)   | класицизм                | комерція | пам. арх. та міс. буд. № 7242-Ха                          |            |
| 11 | вулиця Богдана Хмельницького, 12 | Казарма                                               |                                    | 1913 рік            | модерн                   | не використовується | пам. арх. № 351 (виключено)                               |            |
| 12 | вулиця Дарвіна, 39               | Прибутковий будинок                                   |                                    | 1913 рік            | модерн                   | житловий будинок | пам. арх. та міс. буд. № 7071-Ха                          |            |
| 13 | вулиця Культури, 9               | Будинок письменників «Слово»                          |                                    | 1926 рік            |                          | житловий будинок | пам. історії. нац. зн. № 200032, пам. арх. буд. № 7180-Ха |            |

Також виконав проєкт пам'ятника В. Пащенка-Тряпкіна для встановлення на Сергіївському майдані (1895 р., не здійснений).